# Ерахтурский район
Ерахтурский район — административно-территориальная единица в составе Московской и Рязанской областей, существовавшая в 1929—1963 годах. Центр — село Ерахтур.
Ерахтурский район был образован в 1929 году в составе Рязанского округа Московской области на территории бывшего Касимовского уезда Рязанской губернии.
Первоначально в состав района вошли следующие сельсоветы: Анатольевский, Больше-Пексельский, Борковский, Волчкарский, Гарский, Дронинский, Ерахтурский, Занино-Починский, Илебниковский, Копановский, Куземкинский, Ладышкинский, Лубаносский, Мышцинский, Нармушадский, Погарский, Рубецкий, Салаурский, Свинчусский, Сиверский, Увязский и Шостьинский.
30 июля 1930 года в связи с ликвидацией окружной системы в СССР Ерахтурский район перешёл в прямое подчинение Московской области.
26 сентября 1937 года Ерахтурский район вошёл в состав Рязанской области.
По данным 1945 года Ерахтурский район делился на 22 сельсовета: Анатольевский, Больше-Пексельский, Борковский, Волчкарский, Гарский, Дронинский, Ерахтурский, Занино-Починский, Илебниковский, Копановский, Куземькинский, Ладышкинский, Лубаносский, Мышцинский, Нармушадский, Погарский, Рубецкий, Салаурский, Свинчусский, Сиверский, Увязский и Шостьинский.
В 1963 году Ерахтурский район был упразднён, а его территория была передана в состав Касимовского и Шиловского районов.